# リュウキュウバライチゴ
リュウキュウバライチゴ（Rubus okinawensis）とは、バラ科キイチゴ属に分類される常緑低木。別名：オキナワバライチゴ、リュウキュウヤブイチゴ、方言名：インギイチブ

## 分布
自然分布域は、日本では房総半島以西と沖縄諸島、石垣島、西表島、大東諸島に分布するが分布していない島もある。日本国外では朝鮮半島南部。

## 利用
赤く熟した果実は食用にされる。

## 近縁種
九州以北に分布するオオバライチゴ（Rubus croceancanthus）と同種とされることもあるが、葉表に毛がなく、裏面脈上に刺がない点などで区別される。

## 参考画像

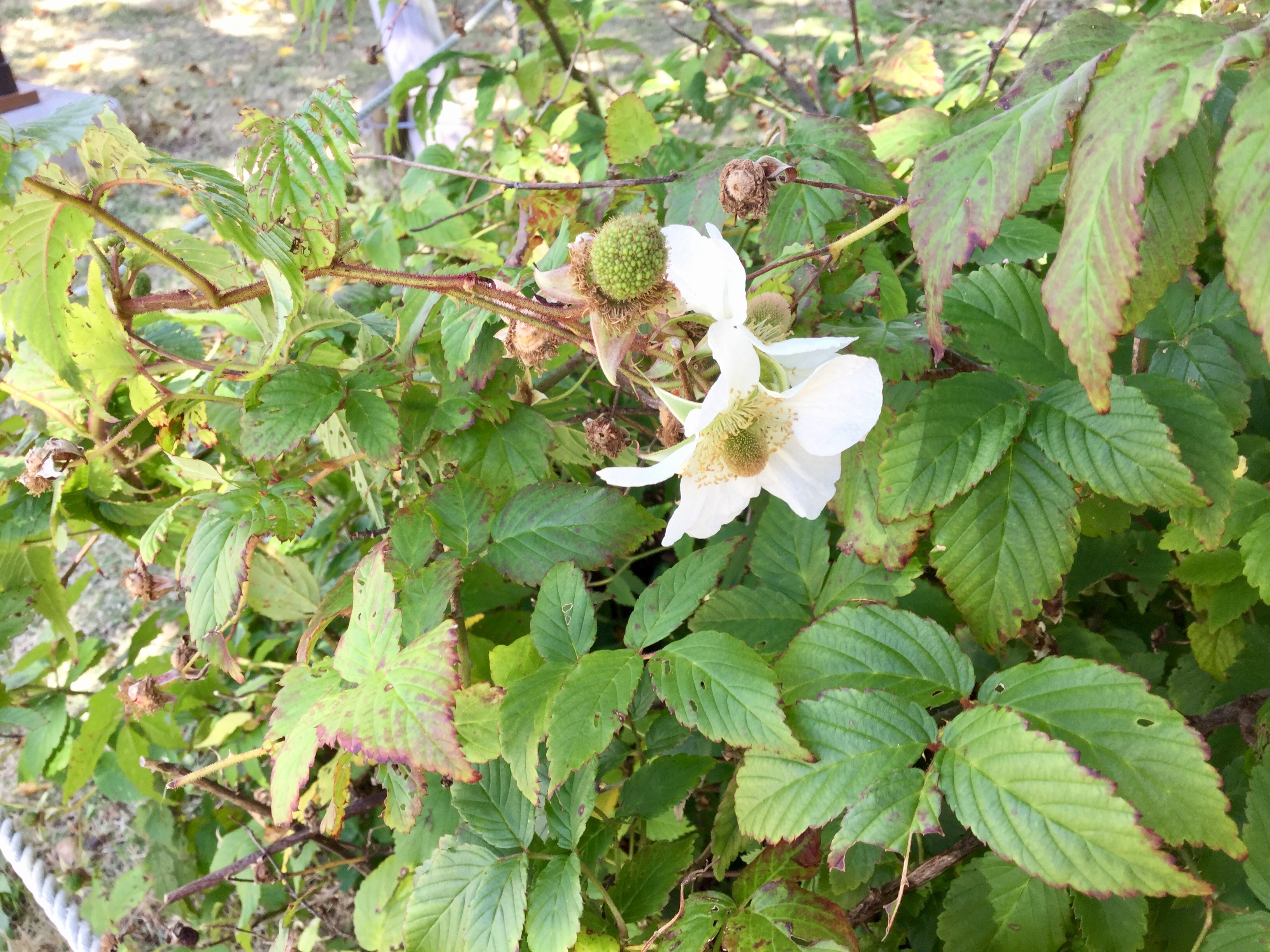
リュウキュウバライチゴの花。
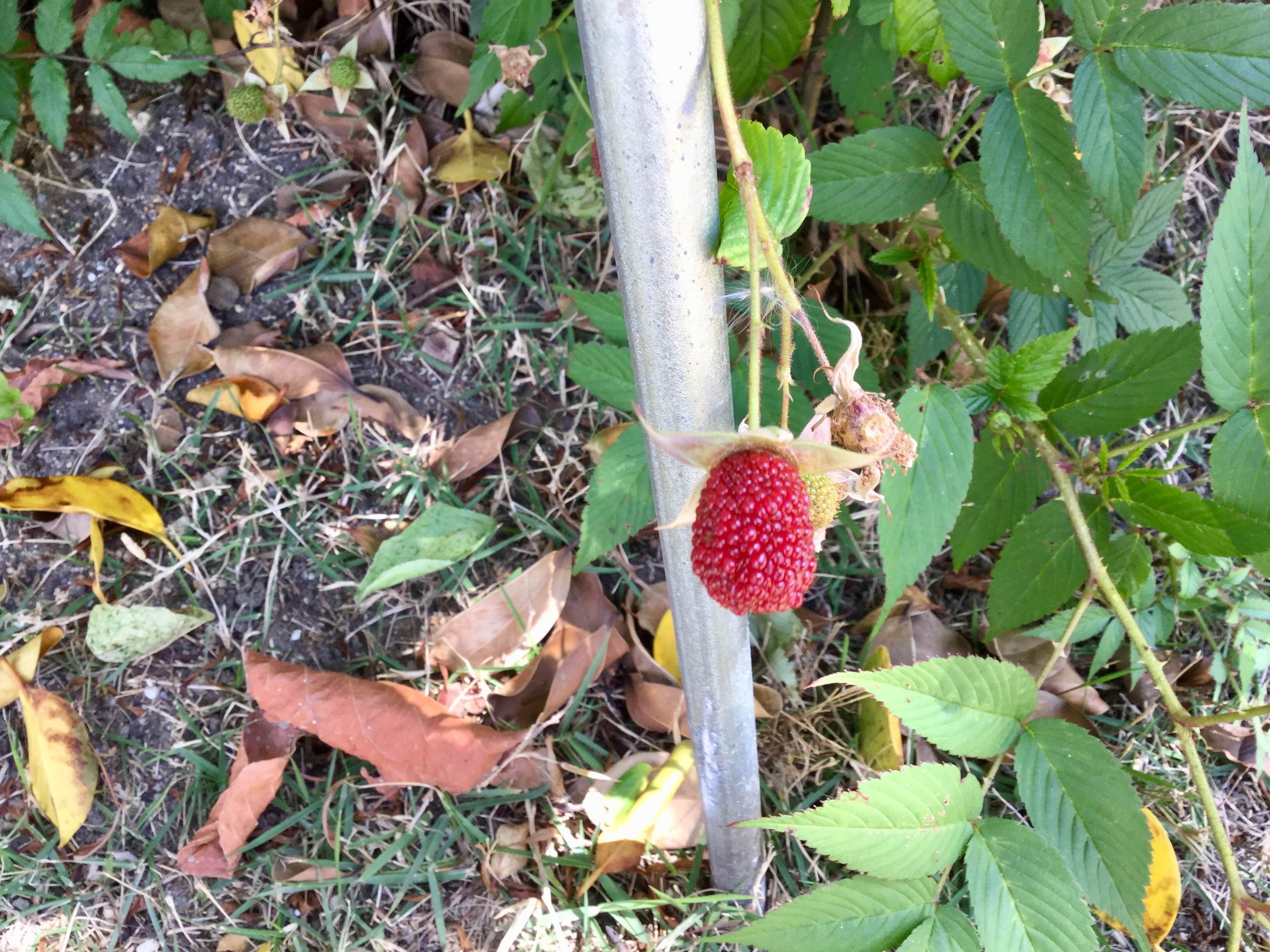
リュウキュウバライチゴの果実。
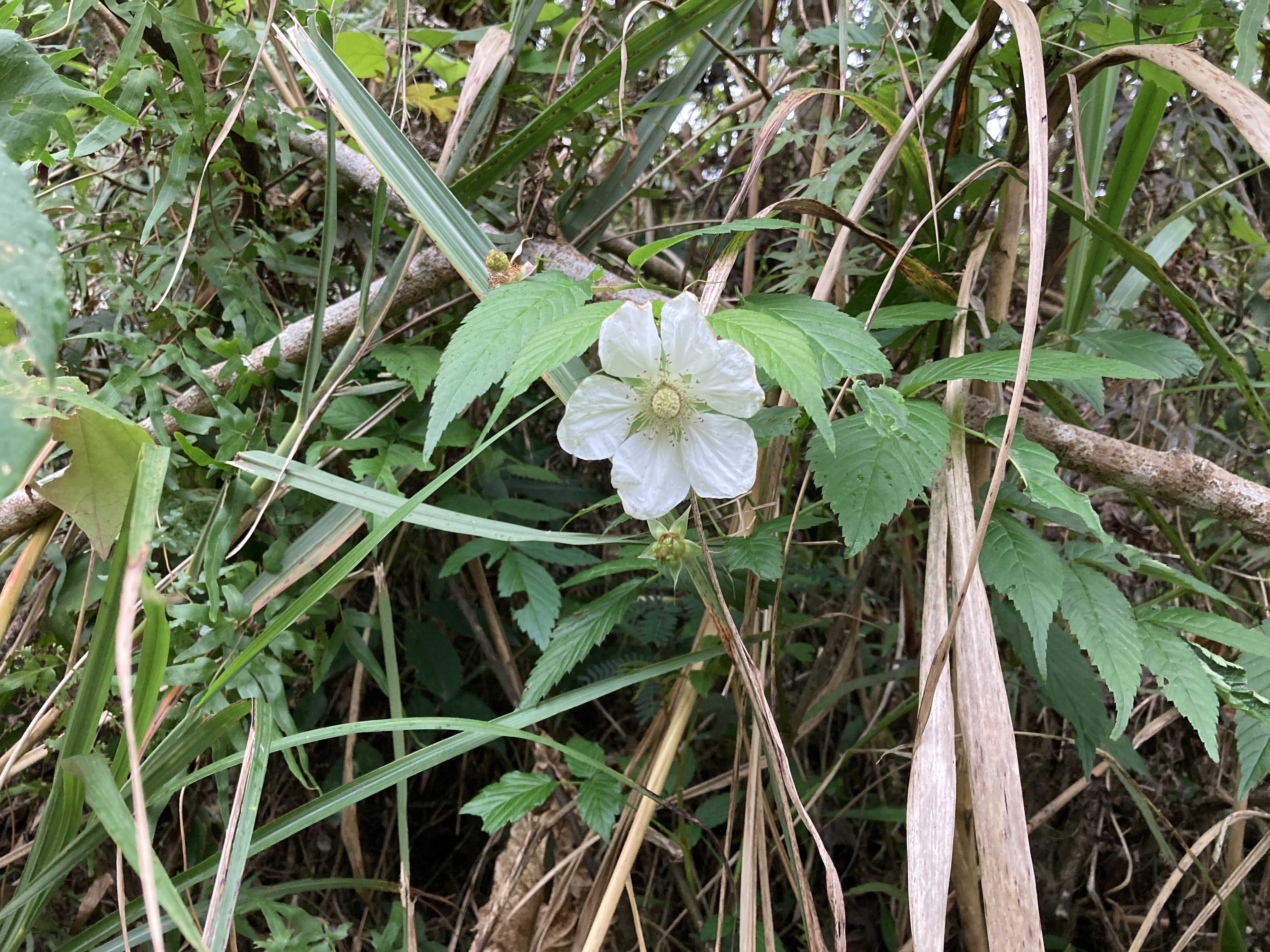
花弁が６枚のこともある（石垣島にて撮影）